# Шаповал, Виктор Васильевич
Ви́ктор Васи́льевич Шапова́л (род. 7 июня 1958) — советский и российский педагог, лингвист, специалист по русскому арго и цыганскому языку. Кандидат филологических наук, доцент по кафедре методики преподавания истории.

## Биография
Окончил гуманитарный факультет Новосибирского государственного университета (НГУ). Работал в Новосибирском государственном университете, Новосибирском государственном педагогическом университете (НГПУ), Международном славянском университете им. Г. Р. Державина. В настоящее время — доцент Московского городского педагогического университета (МГПУ).
В 1996 году защитил кандидатскую диссертацию «Семантика и функционирование суффиксальных отвлеченных существительных в произведениях русской житийной литературы XII—XV вв.»; в 2016 году подготовил к защите докторскую диссертацию «Теория и практика верификации словарных данных на основе источников».
Специалист в области индоарийской и славянской филологии. Один из немногих на территории бывшего СССР специалистов по цыганскому языку и арготизмам. Один из создателей филологического сайта www.philology.ru и сайта www.liloro.ru, посвященного цыганскому языку и культуре.
В. В. Шаповал является членом Комиссии по лексикологии и лексикографии при Международном комитете славистов. Член международного общества изучения цыган «Gypsy Lore Society». С 2016 года — член международного общества славянских исследователей «POLYSLAV». Член методической комиссии Олимпиады школьников Союзного государства «Россия и Беларусь: историческая и духовная общность». Член Центральной методической комиссии по русскому языку Всероссийской олимпиады школьников.

## Основные труды
- Шаповал В. В. Словарь цыганизмов. Москва, 2009. — 771 с. Деп. в ИНИОН РАН 03.06.2009 № 60750. Ч. 1. — С. 1-253: предисл., А-Й; Ч. 2. — С. 4-531: К-Р; Ч. 3. — С. 532—771: С-Я, библиогр.
- Шаповал В. В. Самоучитель цыганского языка (русска рома: севернорусский диалект). М.: Астрель: 2007.
- Шаповал В. В. Цыганские элементы в русском воровском арго? (размышления над статьей акад. А. П. Баранникова 1931 г.) // Вопросы языкознания. — 2007, № 5. — С. 108—128.
- Шаповал В. В. О некоторых ошибках в современных жаргонных словарях // Вопросы филологии. — 2007, № 1(25). — С. 55-61.
- Шаповал В. В. Текст источника как объект анализа для филолога и историка. — М., 2001 (см. фрагмент: Источниковедение и лексикография жаргона. I—II).
- Шаповал В. В. Власть как лексикограф (цыганское слово в словаре блатного жаргона) // Лингвистика: Бюллетень Уральского лингвистического общества. Т. 13. — Екатеринбург, 2004. — С. 115—131.
- Шаповал В. В. Проблемы источниковедческой критики данных жаргонной лексикографии // Сибирский лингвистический семинар. — Новосибирск, 2001, № 1. — С. 26-30.